# Allison Janney
Allison Brooks Janney (rođena 19. studenog 1959.) je američka glumica vjerojatno najpoznatija po ulozi C.J. Cregg u NBC-jevoj televizijskoj seriji Zapadno krilo.

## Osobni život
Janney je rođena u Daytonu, država Ohio. Kći je bivše glumice Macy (rođeno ime Putnam) i Jervisa Spencera Janneyja, Jr., jazz glazbenika. Ima starijeg brata Jaya i mlađeg brata Hala. Studirala je na Kenyonu, a diplomirala je u Londonu. Neighborhood Playhouse pohađala je u isto vrijeme kad i glumac Dylan McDermott. 

## Karijera
Njezine prve uloge bila su u televizijskim sapunicama Svijet ide dalje i Zvijezda vodilja. U proljeće 1994. godine pojavila se u posljednjoj epizodi jedne od mnogobrojnih sezona serije Zakon i red kao svjedok protiv ruske mafije.
Janney je nastupila u nizu filmova različitih žanrova kao što su Vrtlog života, The Object of My Affection, Big Night, The Impostors, Drop Dad Gorgeous, Ledena oluja, Primary Colors, 10 stvari koje mrzim na tebi, Private Parts, Bolničarka Betty, Sati, The Chumscrubber, How to Deal, a također je posudila svoj glas u animiranom hitu Potraga za Nemom. 
Godine 1999. dobila je ulogu C.J. Cregg - voditeljice odnosa s javnošću Bijele kuće - u seriji Zapadno krilo za koju je osvojila četiri prestižne televizijske nagrade Emmy. Dvije nagrade osvojila je u kategoriji sporedne glumice (2000. i 2001.), a druge dvije u kategoriji glavne glumice (2002. i 2004.). Također je bila nominirana još dva puta - 2003. i 2006. godine. Za nagradu Zlatni globus, za istu ulogu, bila je nominirana četiri puta. Tijekom rada na seriji često je putovala u Washington, jer su sve scene u eksterijeru bile snimane upravo tamo. Također, nekoliko puta susrela se s bivšom tajnicom za press, Dee Dee Myers koja je radila u Clintonovoj administraciji od 1993. do 1994. godine. Janney se s njom susrela u New Yorku kako bi bolje upoznala svoj lik. 
Serija Zapadno krilo s emitiranjem je završila u svibnju 2006. godine, kada je prikazana posljednja epizoda serije. Iako je gledanost posljednjih sezona pala, kritika je ostala naklonjena glumici Janney i stalno je iznova hvalila. 
Godine 2006. Janney je nominirana za Independent Spirit Award za ulogu u filmu Our Very Own. 2007. godine nastupila je u Oskarovskom filmu Juno u kojem je glumila lik Bren MacGuff, a za koji je osvojila nagradu udruženja filmskih kritičara Austina. Iste godine pojavila se i u filmu Lak za kosu kao Prudy Pingleton. 
Janney je gostovala u Sorkinovoj seriji Studio 60 na Sunset Stripu. Glumila je samu sebe u epizodi The Disaster Show. 
Godine 2010. pojavila se u filmu In Plain Sight kao Allison Pearson. U svibnju iste godine gostovala je u popularnoj ABC-jevoj seriji Izgubljeni kao lik Majke dvojice mitoloških likova - Jacoba i Čovjeka u crnom. 
Trenutno Janney glumi u ABC-jevoj komediji Mr. Sunshine koju je kreirao Matthew Perry. 